# European Rugby Champions Cup 2024-25
La Copa de Campeones Europeos de Rugby 2024/25 fue la 30.ª edición de la máxima competición continental del rugby europeo de clubes y franquicias y la 11.ª con el nuevo nombre y formato.
Esta es la tercera vez que el torneo contará con los mejores equipos de Sudáfrica, luego de la tercera temporada del United Rugby Championship.
El torneo finalizó el 24 de mayo de 2025, en el Millennium Stadium en Cardiff, Gales. Bordeaux Bègles derrotó a Northampton Saints en la final por 28 a 20, se coronó campeón y obtuvo su primer título en el torneo.

## Sistema de puntuación
Los equipos participantes se agrupan en una tabla general teniendo en cuenta los resultados de los partidos mediante un sistema de puntuación, la cual se reparte:
- 4 puntos por victoria.
- 2 puntos por empate.
- 0 puntos por derrota.

También se otorga punto bonus, ofensivo y defensivo:
- El punto bonus ofensivo se obtiene al marcar cuatro (4) o más tries.
- El punto bonus defensivo se obtiene al perder por una diferencia de hasta siete (7) puntos.

## Equipos
Veinticuatro equipos se clasificaran para la temporada 2023-24, basándose en la clasificación de sus respectivas ligas domésticas durante la anterior temporada. La distribución de los equipos responde al siguiente patrón:
- Inglaterra: 8 equipos
  - Equipos clasificados entre la primera y la octava posición en la temporada 2022-23 de la Premiership Rugby.
- Francia: 8 equipos
  - Equipos clasificados entre la primera y la octava posición en la temporada 2022-23 del Top 14 francés
- United Rugby Championship: 8 equipos
  - Irlanda, Italia, Escocia, Sudáfrica y Gales

| Premiership | Top 14 | United Rugby Championship     | United Rugby Championship   | United Rugby Championship | United Rugby Championship |
| Inglaterra | Francia | Irlanda                       | Sudáfrica                   | Escocia                   | Italia                    |
| --- | --- | ----------------------------- | --------------------------- | ------------------------- | ------------------------- |
| - Bristol Bears - Harlequins - Leicester Tigers - Northampton Saints - Saracens - Sale Sharks - Exeter Chiefs - Bath | - Union Bordeaux Bègles - Castres - Stade Français - Toulouse - La Rochelle - Racing 92 - Toulon - Clermont | - Leinster - Munster - Ulster | - Bulls - Stormers - Sharks | - Glasgow                 | - Benetton                |

## Fase de grupos
|  | Clasificados a los octavos de final.                             |
|  | Clasificados a los octavos de final de la Challenge Cup 2024-25. |

### Grupo A
| Pos. | Equipo           | Encuentros | Encuentros | Encuentros | Encuentros | Tantos | Tantos | Tantos | PB | PB | Puntos |
| Pos. | Equipo           | PJ         | PG         | PE         | PP         | F      | C      | Dif    | BO | BD | Puntos |
| ---- | ---------------- | ---------- | ---------- | ---------- | ---------- | ------ | ------ | ------ | -- | -- | ------ |
| 1.º  | Bordeaux Bègles  | 4          | 4          | 0          | 0          | 217    | 76     | +141   | 4  | 0  | 20     |
| 2.º  | Stade Toulousain | 4          | 4          | 0          | 0          | 225    | 62     | +163   | 3  | 0  | 19     |
| 3.º  | Leicester Tigers | 4          | 2          | 0          | 2          | 134    | 149    | -15    | 3  | 0  | 11     |
| 4.º  | Ulster           | 4          | 1          | 0          | 3          | 102    | 163    | –61    | 1  | 0  | 5      |
| 5.º  | Sharks           | 4          | 1          | 0          | 3          | 76     | 163    | –87    | 1  | 0  | 5      |
| 6.º  | Exeter Chiefs    | 4          | 0          | 0          | 4          | 83     | 224    | –141   | 1  | 0  | 1      |

### Grupo B
| Pos. | Equipo          | Encuentros | Encuentros | Encuentros | Encuentros | Tantos | Tantos | Tantos | PB | PB | Puntos |
| Pos. | Equipo          | PJ         | PG         | PE         | PP         | F      | C      | Dif    | BO | BD | Puntos |
| ---- | --------------- | ---------- | ---------- | ---------- | ---------- | ------ | ------ | ------ | -- | -- | ------ |
| 1.º  | Leinster        | 4          | 4          | 0          | 0          | 113    | 54     | +59    | 2  | 0  | 18     |
| 2.º  | Stade Rochelais | 4          | 2          | 0          | 2          | 98     | 75     | +23    | 1  | 2  | 11     |
| 3.º  | Benetton        | 4          | 2          | 0          | 2          | 83     | 109    | -26    | 2  | 1  | 11     |
| 4.º  | Clermont        | 4          | 2          | 0          | 2          | 89     | 81     | +8     | 2  | 0  | 10     |
| 5.º  | Bath            | 4          | 1          | 0          | 3          | 102    | 114    | –12    | 1  | 2  | 7      |
| 6.º  | Bristol Bears   | 4          | 1          | 0          | 3          | 80     | 132    | –52    | 2  | 1  | 7      |

### Grupo C
| Pos. | Equipo             | Encuentros | Encuentros | Encuentros | Encuentros | Tantos | Tantos | Tantos | PB | PB | Puntos |
| Pos. | Equipo             | PJ         | PG         | PE         | PP         | F      | C      | Dif    | BO | BD | Puntos |
| ---- | ------------------ | ---------- | ---------- | ---------- | ---------- | ------ | ------ | ------ | -- | -- | ------ |
| 1.º  | Northampton Saints | 4          | 3          | 0          | 1          | 137    | 106    | +31    | 4  | 0  | 16     |
| 2.º  | Castres            | 4          | 3          | 0          | 1          | 105    | 86     | +19    | 2  | 0  | 14     |
| 3.º  | Munster            | 4          | 2          | 0          | 2          | 96     | 69     | +27    | 2  | 2  | 12     |
| 4.º  | Saracens           | 4          | 2          | 0          | 2          | 91     | 71     | +20    | 2  | 1  | 11     |
| 5.º  | Bulls              | 4          | 1          | 0          | 3          | 84     | 113    | -29    | 1  | 0  | 5      |
| 6.º  | Stade Français     | 4          | 1          | 0          | 3          | 76     | 114    | –68    | 1  | 0  | 5      |

### Grupo D
| Pos. | Equipo                | Encuentros | Encuentros | Encuentros | Encuentros | Tantos | Tantos | Tantos | PB | PB | Puntos |
| Pos. | Equipo                | PJ         | PG         | PE         | PP         | F      | C      | Dif    | BO | BD | Puntos |
| ---- | --------------------- | ---------- | ---------- | ---------- | ---------- | ------ | ------ | ------ | -- | -- | ------ |
| 1.º  | Rugby Club Toulonnais | 4          | 3          | 0          | 1          | 94     | 94     | 0      | 1  | 0  | 13     |
| 2.º  | Glasgow Warriors      | 4          | 2          | 0          | 2          | 103    | 92     | +11    | 3  | 1  | 12     |
| 3.º  | Sale Sharks           | 4          | 2          | 0          | 2          | 81     | 92     | -11    | 2  | 0  | 10     |
| 4.º  | Harlequins            | 4          | 2          | 0          | 2          | 110    | 79     | +31    | 1  | 0  | 9      |
| 5.º  | Racing 92             | 4          | 2          | 0          | 2          | 80     | 92     | -12    | 1  | 0  | 9      |
| 6.º  | Stormers              | 4          | 1          | 0          | 3          | 92     | 108    | –16    | 1  | 0  | '5     |

## Fase final
|  | Octavos de final      | Octavos de final |                    |                       | Cuartos de final | Cuartos de final |  |                 | Semifinales | Semifinales |  |                    | Final | Final |  |
|  |                       |                  |                    |                       |                  |                  |  |                 |             |             |  |                    |       |       |  |
|  |                       |                  |                    |                       |                  |                  |  |                 |             |             |  |                    |       |       |  |
|  | Leinster              | 60               |                    |                       |                  |                  |  |                 |             |             |  |                    |       |       |  |
|  | Leinster              | 60               |                    |                       |                  |                  |  |                 |             |             |  |                    |       |       |  |
|  | Harlequins            | 0                |                    |                       |                  |                  |  |                 |             |             |  |                    |       |       |  |
|  | Harlequins            | 0                |                    | Leinster              | 52               |                  |  |                 |             |             |  |                    |       |       |  |
|  |                       |                  |                    | Leinster              | 52               |                  |  |                 |             |             |  |                    |       |       |  |
|  |                       |                  | Glasgow Warriors   | 0                     |                  |                  |  |                 |             |             |  |                    |       |       |  |
|  | Glasgow Warriors      | 43               | Glasgow Warriors   | 0                     |                  |                  |  |                 |             |             |  |                    |       |       |  |
|  | Glasgow Warriors      | 43               |                    |                       |                  |                  |  |                 |             |             |  |                    |       |       |  |
|  | Leicester Tigers      | 19               |                    |                       |                  |                  |  |                 |             |             |  |                    |       |       |  |
|  | Leicester Tigers      | 19               |                    |                       |                  |                  |  | Leinster        | 34          |             |  |                    |       |       |  |
|  |                       |                  |                    |                       |                  |                  |  | Leinster        | 34          |             |  |                    |       |       |  |
|  |                       |                  | Northampton Saints | 37                    |                  |                  |  |                 |             |             |  |                    |       |       |  |
|  | Northampton Saints    | 46               | Northampton Saints | 37                    |                  |                  |  |                 |             |             |  |                    |       |       |  |
|  | Northampton Saints    | 46               |                    |                       |                  |                  |  |                 |             |             |  |                    |       |       |  |
|  | Clermont              | 24               |                    |                       |                  |                  |  |                 |             |             |  |                    |       |       |  |
|  | Clermont              | 24               |                    | Northampton Saints    | 51               |                  |  |                 |             |             |  |                    |       |       |  |
|  |                       |                  |                    | Northampton Saints    | 51               |                  |  |                 |             |             |  |                    |       |       |  |
|  |                       |                  | Castres Olympique  | 16                    |                  |                  |  |                 |             |             |  |                    |       |       |  |
|  | Castres Olympique     | 39               | Castres Olympique  | 16                    |                  |                  |  |                 |             |             |  |                    |       |       |  |
|  | Castres Olympique     | 39               |                    |                       |                  |                  |  |                 |             |             |  |                    |       |       |  |
|  | Benetton Rugby        | 37               |                    |                       |                  |                  |  |                 |             |             |  |                    |       |       |  |
|  | Benetton Rugby        | 37               |                    |                       |                  |                  |  |                 |             |             |  | Northampton Saints | 20    |       |  |
|  |                       |                  |                    |                       |                  |                  |  |                 |             |             |  | Northampton Saints | 20    |       |  |
|  |                       |                  | Bordeaux Bègles    | 28                    |                  |                  |  |                 |             |             |  |                    |       |       |  |
|  | Bordeaux Bègles       | 43               | Bordeaux Bègles    | 28                    |                  |                  |  |                 |             |             |  |                    |       |       |  |
|  | Bordeaux Bègles       | 43               |                    |                       |                  |                  |  |                 |             |             |  |                    |       |       |  |
|  | Ulster                | 31               |                    |                       |                  |                  |  |                 |             |             |  |                    |       |       |  |
|  | Ulster                | 31               |                    | Bordeaux Bègles       | 47               |                  |  |                 |             |             |  |                    |       |       |  |
|  |                       |                  |                    | Bordeaux Bègles       | 47               |                  |  |                 |             |             |  |                    |       |       |  |
|  |                       |                  | Munster            | 29                    |                  |                  |  |                 |             |             |  |                    |       |       |  |
|  | Munster               | 25               | Munster            | 29                    |                  |                  |  |                 |             |             |  |                    |       |       |  |
|  | Munster               | 25               |                    |                       |                  |                  |  |                 |             |             |  |                    |       |       |  |
|  | Stade Rochelais       | 24               |                    |                       |                  |                  |  |                 |             |             |  |                    |       |       |  |
|  | Stade Rochelais       | 24               |                    |                       |                  |                  |  | Bordeaux Bègles | 35          |             |  |                    |       |       |  |
|  |                       |                  |                    |                       |                  |                  |  | Bordeaux Bègles | 35          |             |  |                    |       |       |  |
|  |                       |                  | Stade Toulousain   | 18                    |                  |                  |  |                 |             |             |  |                    |       |       |  |
|  | Rugby Club Toulonnais | 72               | Stade Toulousain   | 18                    |                  |                  |  |                 |             |             |  |                    |       |       |  |
|  | Rugby Club Toulonnais | 72               |                    |                       |                  |                  |  |                 |             |             |  |                    |       |       |  |
|  | Saracens              | 42               |                    |                       |                  |                  |  |                 |             |             |  |                    |       |       |  |
|  | Saracens              | 42               |                    | Rugby Club Toulonnais | 18               |                  |  |                 |             |             |  |                    |       |       |  |
|  |                       |                  |                    | Rugby Club Toulonnais | 18               |                  |  |                 |             |             |  |                    |       |       |  |
|  |                       |                  | Stade Toulousain   | 21                    |                  |                  |  |                 |             |             |  |                    |       |       |  |
|  | Stade Toulousain      | 38               | Stade Toulousain   | 21                    |                  |                  |  |                 |             |             |  |                    |       |       |  |
|  | Stade Toulousain      | 38               |                    |                       |                  |                  |  |                 |             |             |  |                    |       |       |  |
|  | Sale Sharks           | 15               |                    |                       |                  |                  |  |                 |             |             |  |                    |       |       |  |
|  | Sale Sharks           | 15               |                    |                       |                  |                  |  |                 |             |             |  |                    |       |       |  |
|  |                       |                  |                    |                       |                  |                  |  |                 |             |             |  |                    |       |       |  |

### Octavos de final
| 4 de abril de 2025 | Northampton Saints | 46 - 24 | Clermont | Franklin's Gardens, Northampton |  |

| 5 de abril de 2025 | Rugby Club Toulonnais | 72 - 42 | Saracens | Estadio Mayol, Tolón |  |

| 5 de abril de 2025 | Leinster | 62 - 0 | Harlequins | Croke Park, Dublín |  |

| 5 de abril de 2025 | Castres Olympique | 39 - 37 | Benetton Rugby | Estadio Pierre-Fabre, Castres |  |

| 5 de abril de 2025 | Stade Rochelais | 24 - 25 | Munster | Estadio Marcel-Deflandre, La Rochelle |  |

| 5 de abril de 2025 | Glasgow Warriors | 43 - 19 | Leicester Tigers | Scotstoun Stadium, Glasgow |  |

| 6 de abril de 2025 | Bordeaux Bègles | 43 - 31 | Ulster | Stade Jacques Chaban-Delmas, Bordeaux |  |

| 6 de abril de 2025 | Stade Toulousain | 38 - 15 | Sale Sharks | Stadium de Toulouse, Toulouse |  |

### Cuartos de final
| 11 de abril de 2025 | Leinster | 52 - 0 | Glasgow Warriors | Croke Park, Dublín |  |

| 12 de abril de 2025 | Bordeaux Bègles | 47 - 29 | Munster | Stade Jacques Chaban-Delmas, Bordeaux |  |

| 12 de abril de 2025 | Northampton Saints | 51 - 16 | Castres Olympique | Franklin's Gardens, Northampton |  |

| 13 de abril de 2025 | Rugby Club Toulonnais | 18 - 21 | Stade Toulousain | Estadio Mayol, Tolón |  |

### Semifinal
| 3 de mayo de 2025 | Leinster | 34 - 37 | Northampton Saints | Croke Park, Dublín |  |

| 4 de mayo de 2025 | Bordeaux Bègles | 35 - 18 | Stade Toulousain | Stade Jacques Chaban-Delmas, Bordeaux |  |

### Final
| 24 de mayo de 2025 | Bordeaux Bègles | 28 - 20 | Northampton Saints | Millennium Stadium, Cardiff |  |

| Bandera de Francia      |
| Campeón Bordeaux Bègles |
| Primer título           |

## Goleadores
| Jugador           | Equipo             | Goles |
| ----------------- | ------------------ | ----- |
| Thomas Ramos      | Stade Toulousain   | 87    |
| Fin Smith         | Northampton Saints | 81    |
| Matthieu Jalibert | Bordeaux Bègles    | 76    |
| Sam Prendergast   | Leinster           | 74    |
| Damian Penaud     | Bordeaux Bègles    | 70    |